# Orbea deflersiana
Orbea deflersiana är en oleanderväxtart som först beskrevs av John Jacob Lavranos, och fick sitt nu gällande namn av P. V Bruyns. Orbea deflersiana ingår i släktet Orbea och familjen oleanderväxter. Inga underarter finns listade i Catalogue of Life.